# Права акціонерів в Україні
Права акціонерів визначають зміст взаємних відносин між акціонерним товариством і учасниками. Відповідно до законодавства (ст. 88 Господарського кодексу, ст. 116 Цивільного кодексу, ст.ст. 10, 21, 38, 39 Закону України «Про господарські товариства») основними правами акціонерів є:
- право брати участь в управлінні справами товариства в порядку, визначеному в установчих документах;
- право брати участь у розподілі прибутку товариства та одержувати його частку (дивіденди) пропорційно частці кожного з учасників, якщо загальні збори акціонерів ухвалили рішення про їх виплату;
- право на вихід в установленому порядку з товариства;
- право на виділ частки майна при виході чи виключенні учасника зі складу товариства;
- право одержувати інформацію про діяльність товариства;
- право на відчуження часток у статутному (складеному) капіталі товариства, цінних паперів, що засвідчують участь у товаристві;
- право на відшкодування збитків, що зумовлені зміною статутного (складеного) капіталу товариства;
- право на отримання частини майна акціонерного товариства у разі його ліквідації, що залишилося після розрахунків з кредиторами;
- переважне право на придбання додатково випущених акцій.